# 喜田一成
喜田 一成 (きだ かずなり、1990年4月30日 - ) は、日本の起業家。Webエンジニア。エンジェル投資家。
なるがみのハンドルネームで知られる。コミッションサービス「Skeb」の開発者。

## 来歴
1990年福岡県生まれ。筑波大学情報学郡情報科学類出身。学生時代は東方Projectの二次創作サークルに所属していた。ハンドルネーム「なるがみ」としてサブカルチャー業界で広く知られており、VRSNSの総滞在時間は4,500時間以上。2013年に株式会社ドワンゴに入社し3Dモデル投稿サービス「ニコニ立体」を開発。その後合同会社DMM.comや人材派遣・採用支援を手掛けるパーソルキャリア株式会社を経て2018年にコミッションサービスである「Skeb」を開発し、2021年2月に同事業会社「株式会社スケブ」を売却した。2021年12月にシーズメンのメタバース事業を統括するCMO(Chief Metaverse Officer)に就任。

## 事業活動

### ポリゴンテーラー・ポリゴンテーラーコンサルティング
EC事業、コンサルティング事業、イベント事業を手掛ける。
ブロックチェーンプラットフォームを手掛ける株式会社クシムや、金融情報配信会社である株式会社フィスコ、アパレル系の株式会社シーズメンなどが資本参加している。

### Skeb
コミッションの支援サービスサイト。
2021年2月12日に株式会社スケブはシークエッジグループの株式会社実業之日本社の子会社となった。買収金額は10億円で、代表は引き続き喜田が務める。その後同グループ内の資本移動により、2021年に株式会社スケブベンチャーズへ親会社が変更、2024年に株式会社ネクスグループに親会社が変更された。

### 株式会社ラペットテクノロジーズ
VTuber向けトラッキングソフト「Luppet」の開発・提供を行っており、2022年1月11日に喜田が取締役CSO（Chief Strategy Officer）に就任した* 

## 活動・発言

### クリエイターとの関わり
TechCrunchからのインタビューに対し、ヒットサービスを個人開発するコツとして「コミュニティのプレイヤーであること」が極意だと説明をしている。